# Incubite
Incubite est un groupe allemand d'aggrotech, originaire d'Essen.

## Histoire
Incubite est formé début 2009 à Essen par le producteur Neill Freiwald, qui a dès lors travaillé pour le groupe sous le nom de Neill Oblivion. Après s'être consacré dans un premier temps à des sonorités power noise, la première publication de la chanson Muschitanz a lieu sur la démo Aphasie, distribuée spécialement pour l'occasion.
Début 2010, le groupe signe un contrat avec le label allemand Dark Dimensions/ProNoize et donne ses premières représentations live, notamment en Suisse et lors de la 35e édition du Dark Dance Treffen en Forêt-Noire. Parallèlement, Neill Oblivion se sépare de sa claviériste Jasmin Mews et appelle Miss Meow à rejoindre le groupe. Début 2011, le premier long métrage Toxicum sort sur ProNoize, distribué par Broken Silence.
Peu après, le groupe joue plusieurs fois en première partie de Combichrist et d'Agonoize. En juin 2011, Miss Meow quitte le groupe et Jonaez rejoint Ignite. Fin 2011, le groupe annonce la sortie de son deuxième album Riot Trigger pour 2012. Peu après, Alex LaCroix rejoint le groupe en tant que guitariste. Le groupe réduit son album annonce à la longueur d'un EP et le met sur le marché le 23 novembre 2012 sous le nom de Collision Course. En conséquence, Pharmaboy rejoint le groupe en tant que batteur pour compléter le line-up. Fin 2013, le groupe annonce sa séparation par manque de temps et donne son dernier concert en 2014.

## Style musical
La musique d'Incubite s'oriente vers la musique de club contemporaine de la scène noire et se situe, par analogie avec S.A.M., [x]-Rx et Nachtmahr, aux frontières de l'electro et de la techno.

## Discographie

### Albums studio
- 2011 : Toxicum (ProNoize/Broken Silence)

### EP
- 2009 : Aphasie (démo, digipack)
- 2012 : Collision Course (ProNoize/Broken Silence)

### Compilations
- 2009 : Muschitanz (Extreme Lustlieder 3, UpScene/Indigo)
- 2010 : Ich Hasse Dich (Extreme Sündenfall 10, UpScene/Indigo)